# Al Dente (travhäst)
Al Dente, född 12 maj 2011 i Uppsala i Uppsala län, är en svensk varmblodig travhäst. Han tränades av Catarina Lundström åren 2013–2017 och kördes av Örjan Kihlström. Han avslutade karriären hos tränare Daniel Redén.
Al Dente tävlade åren 2013–2018 och var mycket framgångsrik som unghäst. Han sprang in totalt 4,2 miljoner kronor på 57 starter varav 17 segrar, 6 andraplatser och 6 tredjeplatser. Han tog karriärens största segrar i de båda E3-finalerna (2014) och Fyraåringseliten (2015). Han kom även på andraplats i Eskilstuna Fyraåringstest (2015). Han tog 14 raka segrar mellan den 12 mars och 15 september 2014, och var under 2014 den vinstrikaste treåringen i Sverige. Han utsågs till "Årets 3-åring" vid Hästgalan i februari 2015.
Han tillhör den skara hästar som vunnit både långa E3 och korta E3 i klassen för hingstar och valacker.
Den 13 september 2017 flyttade Al Dente från tränare Catarina Lundström till Daniel Redén. Han hann bara göra en start hos sin nya tränare. Han avslutade karriären 2018 och är numera verksam som avelshingst.